# УМБАЛ „Света Анна“
УМБАЛ „Света Анна“ е университетска многопрофилна болница за активно лечение, намираща се в София на адрес ул. Димитър Моллов №1, Телефон: 02 9759329. Болницата е известна под името Окръжна болница.
Болницата се използва и за обучение на студенти в Медицинския университет в София, специализиращи и специалисти.

## Ръководство
- Изпълнителен директор: д-р Славчо Близнаков
- Директор медицински дейности: Д-р Николай Добрев
- Главна медицинска сестра – Директор здравни грижи: Марияна Колева[3]

## Структура
Болницата се състои от следните звена:
- Клиника по ревматология
- Клиника по кардиохирургия
- Спешно отделение
- Клиника по лицево-челюстна хирургия
- Отделение по диализно лечение
- Клиника по урология
- Клиника по кардиология
- Клиника по неврохирургия
- Отделение по гастроентерология
- Mикробиологична лаборатория
- ТЕЛК
- Специализирана лаборатория
- ОЦССМ
- Отделение по инфекциозни болести
- Клиника по образна диагностика
- Неонатологично отделение
- Отделение по УНГ
- Клиника по физикална и рехабилитационна медицина
- Неврологична клиника
- Клиника по хирургия
- Отделение по педиатрия
- Клиника по ортопедия и травматология
- Клиника по очни болести
- Клиника по вътрешни болести
- Отделение по клинична патология
- Родилно отделение
- КАИЛ
- Отделение Клинична лаборатория
- Отделение по ендоваскуларна неврохирургия